# 唯心論
唯心論（ゆいしんろん、英: Spiritualism）とは、人間・社会において、心、もしくはその働きこそ至上の要因であるとする存在論における立場の一つ。その反対が、唯物論になる。認識論上の立場の一つである観念論としばしば混同される。なお、仏教の唯識論と似ているが最終的な点で異なる（後述）。

## 概要
唯物論に対し理想主義とされる。心やその働きはあくまでも物質に還元されない独特な性質を持っているとして、物質的存在がその存在を容認されるのは意識によるものである、したがって意識が存在を決定づける。これが唯心論である。
これら思想は、古代のプロティノスに起源をもち、中世ではアウグスティヌスに見られ、近世ではライプニッツ、ヘーゲル、ショーペンハウアーなどがその説を引き継ぎ、また展開してきた。
これらはキリスト教とともに西洋を支えてきた理想的な哲学思想であったが、ヘーゲルは一方で唯物弁証法、また一方で実存哲学を自らの否定反抗として自らの中より生ぜしめたことなどから、近代に至っては観念論や理想主義でしかないという批判を生むことになった。ロワイエ=コラールなどのフランスの哲学者は「もろもろの事物には何らかの構造があり、それは認識作用の前提となる共通意識にそなわったものである」「心の中にはあらかじめ対象そのものの性格を決定するものが与えられている」と考えた。こうしたスコットランド常識学派が提示した発想をヴィクトル・クーザンはヘーゲルやシェリングの哲学と結びつけた。
なお、東洋、特に仏教にも華厳経に唯心（三界唯一心）が説かれたことから、唯識論が生まれている。しかし仏教ではその識（心の作用）も仮のもので夢幻の存在（空）であるとして否定する。ここにおいて唯心論と唯識論は最終的に異なる。